# Adrienne Bailon
Adrienne Bailon (Nova Iorque, 24 de outubro de 1983) é uma cantora, atriz, apresentadora, empresária e personalidade de TV estadunidense. Adrienne começou a carreira na música, no início de 2000 com a girl group de R&B 3LW e uma vez na mídia, Adrienne foi abrangendo suas funções: já atuou, apresentou programas de TV e viveu o auge de sua carreira no grupo The Cheetah Girls da Disney, que rendeu 3 turnês, 3 filmes, 6 álbuns e milhões de discos vendidos.
Atualmente, Adrienne faz sucesso apresentando o talk show "The Real" ao lado de Loni Love, Tamera Mowry e Jeannie Mai, ao mesmo tempo que se dedica à sua linha de jóias "XIXI" (11 11 em números romanos, mesma data do seu casamento).
Apesar de ser nativa do Lower East Side de Nova Iorque, Adrienne é filha do equatoriano Freddie Bailon e da porto-riquenha Nilda Felix. Ela foi criada em Nova York pela mãe e o padrasto porto-riquenho, Joe Felix, dentro da cultura latino-americana de sua família.

## Biografia e carreira

### Início
Adrienne Eliza Bailon nasceu em 24 de outubro de 1983 no Lower East Side de Manhattan, em um bairro humilde. Filha de pais separados, Adrienne foi criada, junto com a irmã mais velha, Claudette, pela mãe e pelo padrastro, ambos porto-riquenhos, mas sem perder contato com o pai equatoriano. Criada dentro da cultura latino-americana e cristã de sua família, Adrienne cresceu fluente em língua inglesa e língua espanhola. Decidida a ser obstetra, ela frequentou a Escola Secundária para Profissões de Saúde e Serviços Humanos, um colégio público em Nova Iorque. Na igreja que frequentava, ela sempre fazia parte de peças, corais e apresentações que a permitissem se expressar de forma artística. Em uma dessas apresentaçõe, ela foi vista pelo popstar Ricky Martin, que visitava a igreja que ela frequentava em busca de um coral para uma performance especial em um show de sua Livin' La Vida Loca Tour. Lá, Ricky descobriu Adrienne e dentre centenas de pessoas escolheu ela para um coral de cerca de 20 cantores que se apresentariam com ele no grandioso estádio Madison Square Garden. Sem nenhuma conexão com Hollywood ou o meio artístico, essa foi a primeira grande experiência de Adrienne com o mundo da música. Pouco tempo depois ela foi abordada por um produtor enquanto fazia uma visita ao hospital Beth Israel, sendo convidada para audições para um novo trio musical.

### 3LW
veja o artigo principal:3LW
Adrienne ainda era menor de idade e estudava numa escola especializada para os que queriam se formar em medicina e serviços humanitários quando fez a audição para o grupo 3LW. Em 1999 ela, junto com Kiely Williams e Naturi Naughton, formou o grupo que lançou seu primeiro trabalho no ano seguinte. O disco, também chamado 3LW, vendeu mais de 1 milhão de cópias e os dois singles lançados ("No More" e "Playas Gon' Play") fizeram sucesso nas paradas musicais naquela época. O grupo ganhou notoriedade, recebendo o Soul Train Music Award de melhor álbum e o de melhor novo artista de R&B. Logo em seguida, elas foram convidadas para a turnê do programa TRL, onde se apresentavam no mesmo palco que Destiny's Child, Dream, Nelly, Eve e Jessica Simpson. Foi nessa mesma época onde elas, junto com vários outros artistas, foram convidadas para participar da canção "What More Can I Give" de Michael Jackson.
Em 2002, prestes a lançar um novo álbum e já com música de trabalho tocando nas rádios, Naturi deixou o grupo de forma problemática, acusando as outras integrantes e suas empresárias de colorismo e agressão. As acusações foram canceladas alguns anos depois, mas o escândalo afetou a imagem do grupo e diminuiu o desempenho de seu segundo álbum, "A Girl Can Mack" e do seu DVD ao vivo (ambos com vocais e imagem de Naturi).
Adrienne e Kiely seguiram como uma dupla até adicionarem Jessica Benson ao grupo. O grupo ainda lançou dois álbuns (nenhum de inéditas) e em 2006 lançou uma música nova, a única com Jessica nos vocais. A canção "Feelin' You" era parte do álbum "Point Of No Return", que foi cancelado pela gravadora So So Def antes mesmo do lançamento, seguido do fim definitivo do grupo.

### The Cheetah Girls
Veja o atigo principal:The Cheetah Girls
No período em que Naturi deixou o 3LW, porém, Adrienne e Kiely fizeram uma audição para um musical da Disney e conseguiram os papéis de Chanel Simmons e Aqua Walker, respectivamente, para o musical The Cheetah Girls, que também era estrelado por Raven-Symoné e Sabrina Bryan.
O telefilme rendeu 6,5 milhões de espectadores só na estréia e mesmo sem turnê ou performances de divulgação, sua trilha sonora vendeu mais de 2 milhões de cópias, se tornando a 2ª trilha sonora mais bem-sucedida de 2004 (Perdendo apenas para a trilha do filme "Shrek"). Com o notável sucesso, a Disney investiu nas The Cheetah Girls e resolveu trazer o grupo para a vida real. Nesse grupo, Adrienne cantou ao lado de Kiely Williams e Sabrina Bryan. Raven preferiu não fazer parte do grupo fora dos filmes.

O grupo lançou, em 2005, seu primeiro álbum, o Cheetah-licious Christmas. As 13 faixas que o CD trazia seguiam a temática natalina, sendo essas canções clássicas ou inéditas. Depois de sua primeira turnê, também nomeada "Cheetah-Licious Christmas", as Cheetah Girls gravaram mais um filme, dessa vez na Espanha. The Cheetah Girls 2 foi o filme mais bem sucedido da trilogia, rendendo cerca de 1,5 milhão de cópias vendidas da trilha sonora, 8,1 milhões de espectadores só na estréia (batendo o recorde do sucesso High School Musical) e a turnê The Party's Just Begun. 

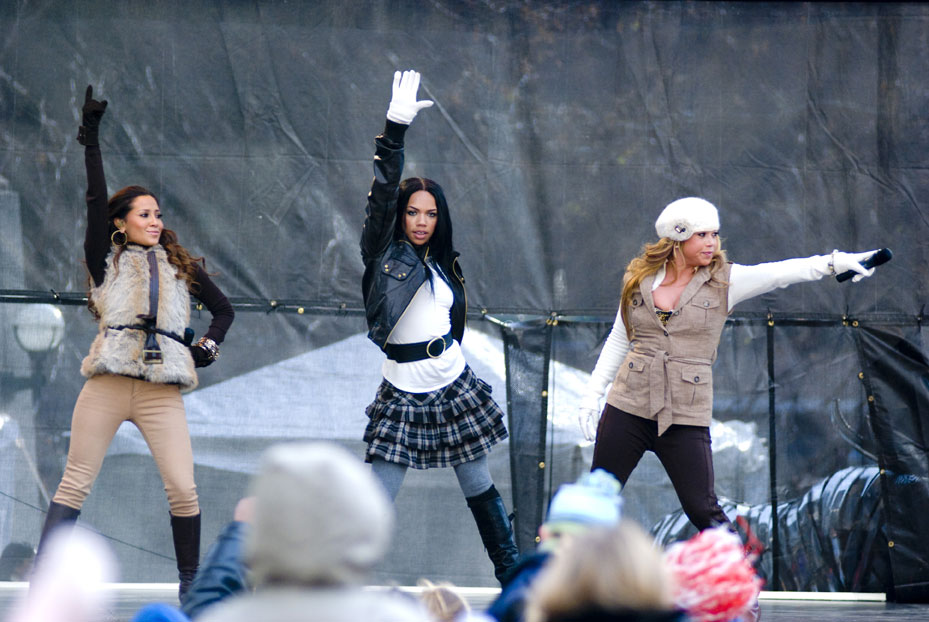
Adrienne se apresentando junto com as Cheetah Girls, em 2008.

 Essa turnê arrecadou cerca de 36 milhões de dólares, bateu recorde de Elvis Presley em lotação num estádio no Texas e gerou o CD e DVD In Concert: The Party's Just Begun Tour. Com todo esse sucesso, a turnê ficou listada entre as 10 maiores turnês do ano pela revista US Magazine.
O álbum TCG foi o primeiro álbum oficial do grupo, já que anteriormente elas só haviam gravado trilhas sonoras e um álbum natalino. O disco, lançado em 2007 pela Hollywood Records trazia canções mais maduras e composições das próprias meninas. O single principal foi Fuego, que misturava Inglês e Espanhol e foi produzida por J.R. Rotem.
No ano de 2008 as Cheetah Girls gravaram "The Cheetah Girls: One World, que viria a ser seu último filme. Filmado na Índia, o fim da saga das Cheetah Girls foi lançado em agosto do mesmo ano e, como seu antecessor, gerou uma trilha sonora e uma turnê, ambos também intitulados "One World". Nas primeiras semanas de 2009, o contrato com a Disney acabou e não foi renovado, levando o grupo ao seu fim.

### Carreira musical solo
Depois de quase 10 anos participando de grupos musicais, Adrienne começou a preparar seus projetos como solista.
Os primeiros passos dela como solista foram na trilha sonora do filme Confessions Of A Shopaholic, lançada em 2009, onde ela cantou duas canções, "Big Spender" e "Uncontrollable".
Ainda em 2009, Adrienne assinou contrato com a Island/Def Jam onde trabalhou com os produtores e compositores mais bem-sucedidos e influentes do meio pop e R&B daquele momento. O carro-chefe do seu álbum seria a canção "SuperBad" que vazou online antes do lançamento, atrapalhando todo o cronograma preparado para o seu álbum. Depois de muitas datas adiadas, o nome de Adrienne foi retirado da lista de artistas contratados do site da gravadora em 2011, dando a entender de que ela já não fazia mais parte do grupo.
Mesmo assim, muitas faixas foram gravadas. E algumas delas, como "This Hot", "Only You" e "Chase The Wind" caíram na rede como "SuperBad." Outras das músicas gravadas foram "Rainy Days", "Hello", "They Don't Really Know", "When He's Here".
Em 6 de maio de 2010 no site oficial, antes do desligamento de Adrienne, a gravadora divulgou a canção "Take You Home" com participação do rapper Ghostface Killah. A faixa era um remake da antiga canção de Lisa Lisa com o mesmo nome.
Ainda em 2011, Adrienne foi contratada pelo famoso cantor e ganhador de Grammys Ne-Yo, que virou seu mentor e tornou Adrienne uma das artistas do seu selo musical "Compound Entertainment." No reality show Empire Girls: Julissa & Adrienne, que foi ao ar em 2012, Adrienne apresentou prévias de algumas canções que ela gravou para o seu álbum sob o comando de Ne-Yo. As canções foram "Live It Up," "Don't Give Up On Us" e "Loosen Me Up." Novamente, todo o material foi descartado após as músicas vazarem na internet. 
Já como apresentadora do programa The Real, Bailon confessou em 2015 de forma bem emotiva que ela não se sentia mais segura para seguir como cantor e explicou o porquê parou de cantar:
| “ | Primeiramente, eu tenho medo de falhar. Por isso, eu tenho esse álbum solo que eu digo que vai ser lançado tem 5 anos. Eu tenho medo de falhar e também não gosto do som da minha própria voz. (...) Durante as Cheetah Girls, eles enalteciam que minha voz soava bem jovial. E hoje como uma mulher de 31 anos eu ainda acho que ela é jovial demais. (...) Eu cresci cantando na igreja, eu canto todo dia mesmo sem ninguém ouvir, mas a indústria da música está diferente. Quando eu comecei aos 16 anos era sobre música, talento. Hoje, ir em frente sozinha e deixar minha voz ser ouvida me deixar com medo. E se as pessoas não gostarem ou se não for bem sucedido? | ” |

Só depois de casada, com incentivo do seu marido, o também cantor Israel Houghton, Adrienne voltou ao estúdio para gravar um disco natalino em espanglês em 2017. Lançado em novembro do mesmo ano nas plataformas digitais de forma independente, o disco "New Tradiciones" celebra a cultura latino-americana com canções natalinas e cristãs. No mesmo ano, Porto Rico sofreu com o furacão Maria e Adrienne anunciou que doará todos os lucros de seu primeiro disco para o país se reconstruir do desastre natural.
Em 2019, Adrienne participou secretamente do programa The Masked Singer, uma competição de canto onde celebridades se apresentam anônimamente com fantasias. Adrienne interpretou a fantasia do Flamingo e venceu todas as etapas, chegando até a final, onde foi revelada em terceiro lugar.

### Carreira como atriz
Adrienne teve suas primeiras experiências como atriz com o grupo 3LW, que fizeram participações no seriado Taina (série de televisão), da Nickelodeon e The Jersey, do Disney Channel. Logo no ano de 2003, antes mesmo de completar 20 anos, conseguiu seu primeiro grande papel, como uma das estrelas do filme The Cheetah Girls, um musical do Disney Channel que lhe rendeu a entrada para o grupo de mesmo nome. Contratada pelo Disney Channel, Adrienne fez no canal diversos trabalhos além do papel de Chanel Simmons das Cheetah Girls. Ela viveu também Alana Rivera, rival da protagonista de That's So Raven, fez participações em algumas séries e gravou os filmes "Buffalo Dreams" e "Taylor Made," sendo esse último cancelado antes do lançamento.
Sua primeira aparição nos cinemas foi em 2005, com um pequeno papel no filme Coach Carter, que era estrelado por Samuel L. Jackson. No ano seguinte, pouco antes do lançamento do segundo filme das Cheetah Girls, Adrienne protagonizou, ao lado da cantora Ciara, o filme da MTV All You've Got. Adrienne fez ainda parte do elenco do longa "Cuttin' Da Mustard," uma comédia que foi exibida apenas em festivais cinematográficos e recebeu vários prêmios. Com o fim da trilogia das Cheetah Girls, marcado pelo filme The Cheetah Girls: One World, Adrienne começou a aceitar apenas personagens mais velhos, que tinham a idade mais parecida com a sua, já que suas personagens na Disney sempre foram bem mais novas do que ela realmente era.
Em 2013, então, três filmes com sua participação foram lançados. Direto para DVDs, "The Coalition" era um romance que mostrava um grupo de mulheres se vingando de seus parceiros e trazia a personagem de Adrienne em um dos casais centrais do filme. O segundo filme lançado nesse ano era exclusivo para TV no canal ABC Family. Em Lovestruck: The Musical, ela era Noelle, a melhor amiga da protagonista. O último dos três filmes era I'm In Love With a Church Girl, um filme independente e baseado em fatos reais que contava, do ponto de vista religioso, os acontecimentos na vida de um dos maiores traficantes da Califórnia, que acabara por se apaixonar por uma cristã. Adrienne interpretava a garota-título do filme, que teve bastante notoriedade dentre os filmes independentes dos Estados Unidos.

### Carreira como apresentadora
Durante o ano de 2009 Adrienne trabalhou com algo bem diferente do que já tinha feito: Ela foi VJ da MTV. Ela apresentou os programas "New Afternoons On MTV" e "Sunblock", além de fazer reportagens, ser repórter no VMA 2009 e apresentar o especial da MTV durante a virada do ano de 2009 para 2010.
Ao sair da emissora no fim de 2010, Bailon não encerrou suas atividades como apresentadora por ali. Ela foi, por várias vezes, co-apresentadora e repórter convidada no programa "Maury" e em 2011, ela apresentou a web-série "Ready. Set. Dance!" para a Yahoo! Music.
Em 2012 Bailon pôde ser vista como apresentadora do pré-show online do programa X Factor norte-americano, onde fazia entrevistas com os competidores, jurados e comentaristas sobre o famoso reality show durante a hora que antecedia o show principal.
Em 2013 o canal Fox lançou o talk show The Real, onde Adrienne é apresentadora ao lado de Tamera Mowry, Tamar Braxton, Loni Love e Jeannie Mai. O talk-show trazia um formato já conhecido, mas inovava em seu painel de apresentadoras distintas e singulares. As cinco abordavam temas polêmicos, inusitados e divertidos de forma espontânea, fazendo com que os 20 episódios teste exibidos no verão de 2013 fossem sucesso de audiência. Com o feedback positivo, a Fox tornou o programa fixo em sua programação, confirmando a primeira temporada oficial para o segundo semestre de 2014. Entre os anos de 2013 e 2014, Bailon também participou de alguns episódios do "Morning Buzz" do canal VH1 como apresentadora convidada. Além do programa "The Real" que teve a estreia de sua primeira temporada oficial em 2014, Adrienne apresentou simultaneamente o game show "Nail'd It" na emissora Oxygen, uma competição sobre arte em unhas.
O talk show "The Real" mudou seu elenco (Tamar Braxton deixou o programa em 2016 e Amanda Seales entrou para o elenco fixo em 2020) mas mantem-se no ar até hoje e já rendeu a Adrienne e suas co-apresentadoras prêmios da NAACP e Daytime Emmy Awards. Seu sucesso na TV gerou o convite para que ela começasse a apresentar seu próprio programa em um canal de Youtube. A produtora Kin Community começou em 2018 o semanal "All Things Adrienne", onde Adrienne trata de sua vida pessoal, moda, beleza, decoração, estilo de vida e seus trabalhos.  Em 2020, os episódios de "All Things Adrienne" começaram a ser reprisados no canal de tv a cabo Cleo TV.

## Vida pessoal e imagem

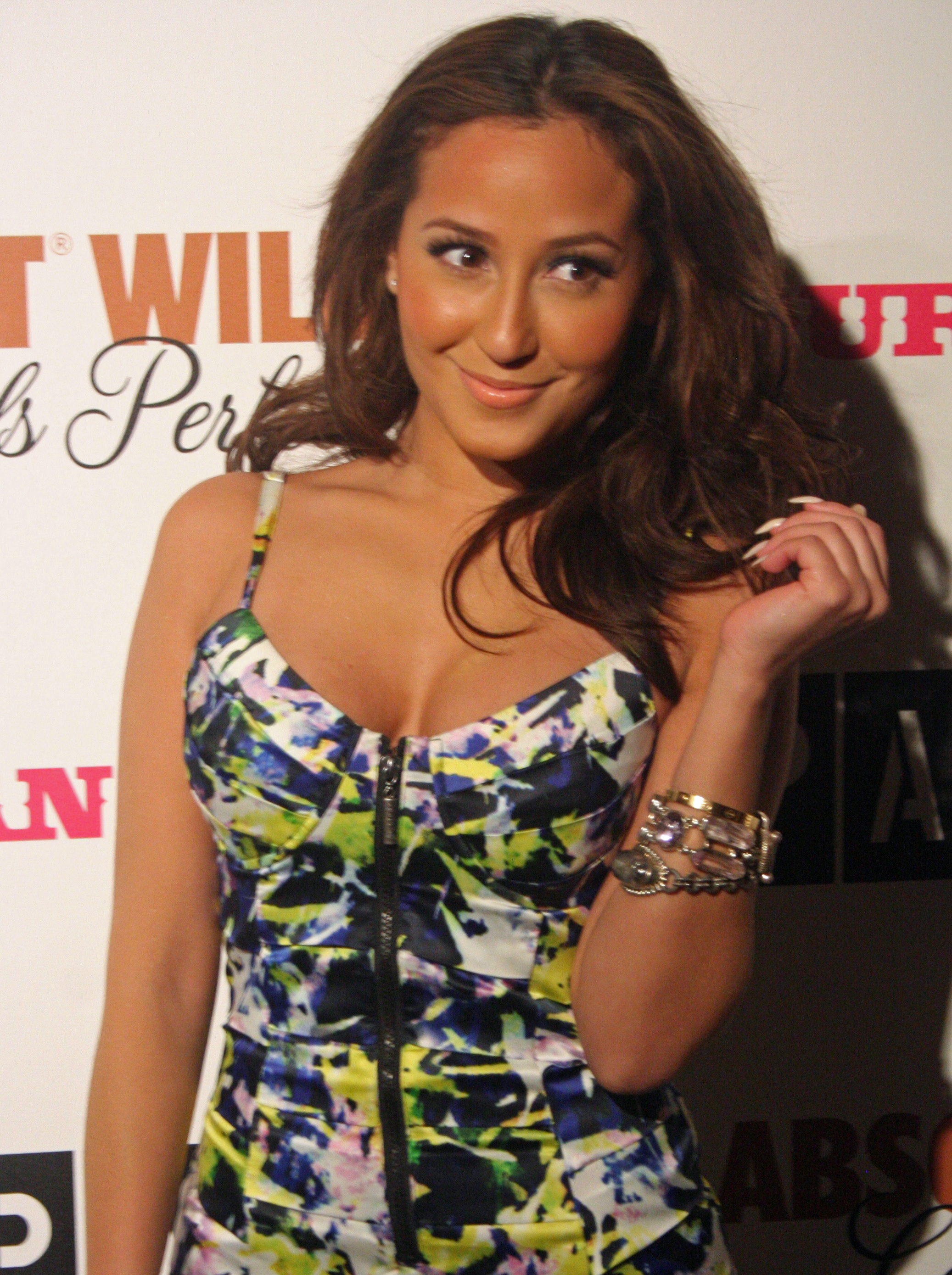
Adrienne em um evento no ano de 2011.

- Adrienne nasceu em Nova York, onde a família de sua mãe mora.
- Ela foi descoberta por Ricky Martin quando cantava em uma igreja católica que costumava frequentar.
- Bailon tem uma irmã mais velha, Claudette Bailon-Alexander, e é prima de Jorge Santos, ex-namorado da cantora Christina Aguilera.
- No verão de 2007 ela começou a namorar Robert Kardashian Jr., e por isso fez algumas participações no realitty show "Keeping Up with the Kardashians",do canal pago E! Entertainment Television. O namoro acabou no início de 2009.[34] Os dois fizeram tatuagens com os nomes um dos outros enquanto ainda estavam juntos. Rob tinha "Adrienne E. Bailon" tatuado sobre suas costelas e Adrienne tinha "Robert A. Kardashian" tatuado em uma de suas nádegas.[35]
- Em novembro de 2008, Adrienne alegou que tinha perdido seu laptop em um aeroporto em NY, o que levaram fotos dela nua cairem na internet.[36]
- Em 2012 fotógrafos tiraram fotos comprometedoras de Adrienne sem calcinha em um evento em Nova York.[37]
- A revista "Us Weekly" listou as "Empire Girls" (Julissa Bermudez e Adrienne Bailon) como uma das 25 Nova-Iorquinas mais estilosas do ano de 2012.[38]
- Também no ano de 2012, Adrienne foi nomeada a "Fashionista do Ano" pela revista "Latina." [39]
- No primeiro semestre de 2013, lançou uma linha de esmaltes vegan chamada "Fingertip Fetish."
- Em 2013, a revista "Latina" adicionou Adrienne a lista de "Latinos e Latinas mais sensuais do mundo." [40]
- Ainda em 2013, a revista "Latina" volta a homenagear Adrienne, nomeando-a uma das celebridades mais bem-vestidas do ano.[41]
- Por conta de sua influência como fashionista, Adrienne trabalhou como colunista da OK! Magazine em 2014.
- Entre os anos de 2009 e 2010, Adrienne começou um relacionamento com o executivo da indústria musical Lenny Santiago. O namoro foi um segredo para o público até Adrienne começar o talk show The Real. Eles ficaram noivos no final de 2014, mas terminaram o relacionamento amigavelmente no segundo semestre de 2015, antes de se casarem.[42]
- Em novembro de 2016, Adrienne casou-se com o cantor gospel Israel Houghton numa intimista e luxuosa cerimônia em Paris. O casamento teve cobertura no seu talk show The Real. Ela, então, passou também a assinar "Adrienne Houghton."[43]
- Em 2019, Adrienne ganhou uma matéria na Forbes pelo desempenho da sua linha de jóias XIXI.[4]

## Discografia

### 3LW e The Cheetah Girls
3LW
- 3LW (2000)
- A Girl Can Mack (2002)
- Naughty or Nice (2002)

Ver artigo principal: Discografia de 3LW
The Cheetah Girls
- The Cheetah Girls (trilha sonora) (2003)
- Cheetah-licious Christmas (2005)
- The Cheetah Girls 2 (trilha sonora) (2006)
- In Concert: The Party's Just Begun Tour (2007)
- TCG (2007)
- The Cheetah Girls: One World (trilha sonora) (2008)

### Solo
| Álbuns solo | Faixas |
| --- | --- |
| New Tradiciones - Lançamento: 17 de Novembro de 2017 - Formato: Download digital e streaming - Gravadora : Bridge Music - Charts Latin Itunes Daily Charts: #1 Billboard US Latin: #26 | 1. The Gift 2. Feliz Navidad/Siento La Navidad 3. La Murga (feat. Angelo Pagan) 4. Parrandas Medley 5. Aires de Navidad (feat. Tito Nieves) 6. Baby, It's Cold Outside/Frio Frio (feat. Israel Houghton) 7. Oh Holy Night (feat. Justo Almario) 8. Christmas Worship Medley (feat. Israel Houghton) 9. Mi Burrito Sabanero (feat. Freddy Bailon, Claudette Bailon, Beau & Jet Marie) 10. Have Yourself a Merry Little Christmas 11. Mi Regalo Eres Tu |

#### Canções solo
- "Stand Up" (da Trilha Sonora de "One World")
- "What If" (da Trilha Sonora de "One World")
- "Uncontrolabble" (da trilha sonora do filme "Confession Of A Shopaholic")
- "Big Spender" (da trilha sonora do filme "Confession Of A Shopaholic)

#### Canções solo não realizadas oficialmente
- "Live It Up"

#### Videoclipes
| Ano  | Título                  | Artista/créditos                               |
| 2018 | "Secrets"               | Israel Houghton feat. Adrienne Bailon Houghton |
| 2018 | "I'm With You/Be Still" | Israel Houghton feat. Adrienne Bailon Houghton |

#### Participações especiais
- "No Me Digas Que No" (Xtreme feat. Adrienne Bailon)
- "No Me Digas Que No" (Enemigo feat. Adrienne Bailon)
- "Shorty, Shorty" (Xtreme feat. Adrienne Bailon)
- "I'll Be That" (Ghostface Killah feat Adrienne Bailon)
- "Come With Me" (Daddy Yankee feat. Adrienne Bailon, Prince Royce & Elijah King)
- "Like A Virgin" (Adrienne Bailon, Sara Paxton & Chelsea Kane para a trilha sonora de Lovestruck: The Musical)
- "Everlasting Love" (Elenco de Lovestruck: The Musical)
- "Take Control" (Beenie Man feat. Voltio & Adrienne Bailon)
- "Days Go By" (Duane Harden feat. Adrienne Bailon)
- "Secrets" (Israel Houghton feat. Adrienne Houghton)
- "Be Still/I'm With You" (Israel Houghton feat. Adrienne Houghton)

## Filmografia

### Filmes
| Ano  | Filme                            | Papel             | Notas                                                         |
| ---- | -------------------------------- | ----------------- | ------------------------------------------------------------- |
| 2003 | As Feras da Música               | Chanel            | Disney Channel Original Movie; Telefilme                      |
| 2005 | Buffalo Dreams                   | Domino            | Disney Channel Original Movie; Telefilme                      |
| 2005 | Taylor Made                      | Madison Santos    | Não-exibido; Disney Channel Original Movie; Telefilme         |
| 2005 | Coach Carter                     | Dominique         |                                                               |
| 2006 | All You've Got                   | Gabby             | Protagonista                                                  |
| 2006 | The Cheetah Girls 2              | Chanel            | Disney Channel Original Movie; Telefilme                      |
| 2006 | Cuttin' Da Mustard               | Erma              | Exibido apenas em festivais                                   |
| 2008 | The Cheetah Girls: Um Mundo      | Chanel            | Disney Channel Original Movie; Telefilme                      |
| 2008 | 4 Amigas e um Jeans Viajante 2   | -                 | Participação especial                                         |
| 2013 | "The Coalition"                  | Katalina Santiago | Exibido em festivais no ano de 2012 e lançado em DVD em 2013. |
| 2013 | "Lovestruck: The Musical"        | Noelle            | Telefilme original da ABC Family.                             |
| 2013 | "I'm In Love with a Church Girl" | Vanessa Leon      | Atriz principal                                               |

### Trabalhos na TV
| Ano           | Programa                                                     | Personagem         | Notas |
| ------------- | ------------------------------------------------------------ | ------------------ | --- |
| 2001          | Taina                                                        | Gia                | Fez uma participação em apenas um episódio |
| 2003/2004     | As Visões da Raven                                           | Alana Rivera       | Aparece em alguns episódios da segunda temporada |
| 2007          | Disney Channel Games                                         | Ela Mesma          | Participou de jogos representando a Equipe Vermelha |
| 2008-2011     | Keeping Up with the Kardashians (2ª, 3ª, 4ª e 5ª temporadas) | Ela Mesma          | Reality Show com a família de seu ex-namorado, Rob Kardashian. Mesmo depois do fim do namoro, Adrienne ainda fez algumas aparições no reality como amiga da família. |
| 2008          | Disney Channel Games                                         | Ela mesma          | Integrante do time vermelho |
| 2008          | Road to The Cheetah Girls: One World                         | Ela Mesma          | Seriado com os bastidores do terceiro filme das The Cheetah Girls |
| 2011          | Kourtney and Kim Take New York                               | Ela Mesma          | Convidada em 1 episódio |
| 2011          | Celebrity Nightmares Decoded                                 | Ela mesma          | Aparição em 1 episódio |
| 2012          | Empire Girls: Julissa & Adrienne                             | Ela Mesma          | Reality Show Com a Julissa Bermudez |
| 2014          | Celebrities Undercover                                       | Ela mesma/Lydia    | Aparição em 1 episódio |
| 2014          | I Love The 2000s                                             | Ela mesma          | Série da MTV |
| 2014          | My Crazy Love                                                | Ela mesma          | Participação no episódio de estréia |
| 2016          | Celebrity Cupcake Wars                                       | Ela mesma          | Um episódio com a amiga Julissa Bermudez |
| 2016          | Habla Y Vota                                                 | Ela mesma          | Documentário do HBO sobre política para os imigrantes latinos |
| 2017          | Hip Hop Squares                                              | Ela mesma          | Participação em dois episódios. |
| 2019          | The Masked Singer                                            | Ela mesma/Flamingo | Competição; Finalista |
| 2020-presente | I Can See Your Voice                                         | Ela mesma/detetive | Detetive permanente do programa |
| 2022          | A Casa da Raven                                              | Alana Rivera       | Personagem recorrente na 5ª temporada |

### Trabalhos como apresentadora
| Ano             | Programa                                 | Emissora                   | Função                                                          |
| --------------- | ---------------------------------------- | -------------------------- | --------------------------------------------------------------- |
| 2009            | New Afternoons On MTV                    | MTV                        | Apresentadora de toda a programação vespertina                  |
| 2009            | Sunblock                                 | MTV                        | Apresentadora                                                   |
| 2010            | Maury                                    | Vários                     | Convidada recorrente/Correspondente recorrente                  |
| 2011            | Ready. Set. Dance!                       | Yahoo (online)             | Apresentadora                                                   |
| 2012            | X Factor Pre-Show                        | Fox (online)               | Apresentadora/Entrevistadora                                    |
| 2013            | 106 & Park                               | BET                        | Co-apresentadora recorrente                                     |
| 2013-2022       | The Real                                 | Fox/vários                 | Apresentadora; Primeira latina no daytime da TV norte-americana |
| 2013-2014       | VH1 Big Morning Buzz                     | VH1                        | Convidada recorrente                                            |
| 2014            | Good Day Philadelphia                    | Fox                        | Co-apresentadora convidada por duas vezes em Abril              |
| 2014            | Nail'd It                                | Oxygen                     | Apresentadora                                                   |
| 2015            | Knock Knock Live                         | Fox                        | Co-apresentadora; Cancelado no 2º episódio                      |
| 2017            | Showtime at the Apollo Especial da Natal | Fox                        | Co-apresentadora                                                |
| 2018            | Showtime at the Apollo                   | Fox                        | Co-apresentadora junto com Steve Harvey                         |
| 2018 - presente | All Things Adrienne                      | Youtube (online) / Cleo TV | Programa semanal no Youtube                                     |
| 2021            | House to Home                            | Cleo TV / Youtube          | Apresentadora                                                   |

### Participações em videoclipes
Listagem com videoclipes que Adrienne fez participações especiais, sem cantar, só atuando.
| Ano  | Música                             | Artista                               |
| ---- | ---------------------------------- | ------------------------------------- |
| 2002 | "Crush Tonight"                    | Fat Joe                               |
| 2004 | "Radio"                            | Jarvis                                |
| 2004 | "Blow Your Whistle"                | Morgan Smith                          |
| 2009 | "A Toast To The Good Life"         | Fabolous                              |
| 2009 | "Everything, Everyday, Everywhere" | Fabolous feat. Keri Hilson            |
| 2011 | "Give Me Everything"               | Pitbull feat. Ne-Yo, Nayer & Afrojack |
| 2013 | "Sexy People (The Fiat Song)"      | Arianna & Pitbull                     |
| 2013 | "Sunday Kinda Love"                | Israel Houghton                       |
| 2016 | "Where's The Love?" (versão 2016)  | Black Eyed Peas                       |